# Pulau Kemaro
Pulau Kemaro är en ö i Indonesien.   Den ligger i provinsen Sumatera Selatan, i den västra delen av landet, 400 km nordväst om huvudstaden Jakarta. Arean är 0,77 kvadratkilometer.
Terrängen på Pulau Kemaro är mycket platt. Öns högsta punkt är 12 meter över havet. Den sträcker sig 0,6 kilometer i nord-sydlig riktning, och 1,8 kilometer i öst-västlig riktning.  Omgivningarna runt Pulau Kemaro är en mosaik av jordbruksmark och naturlig växtlighet.